# Mess Around
Mess Around — сингл Рея Чарльза, один з перших його синглів, які отримали визнання серед широкої публіки. Автор пісні — Ахмет Ертегюн, президент та засновник «Atlantic Records». При написанні пісні він використовував текст популярної в 1929 пісні «Pinetop's Boogie Woogie». Сингл був виданий в 1953. Рей виконував цю пісню під час свого виступу на фестивалі коньяку під Франції. Пісня також потрапила до саундтреку фільму «Рей».